# Gheorghe Mureșan
Gheorghe Dumitru Mureșan (Ausspracheⓘ, * 14. Februar 1971 in Tritenii de Jos, Kreis Cluj) ist ein ehemaliger rumänischer Basketballspieler. 

## Leben und Wirken
Gheorghe Mureșan wurde in einer armen Familie im Kreis Cluj geboren. Er fing mit dem Basketball im Alter von 14 Jahren an, als er bei einem Zahnarzt war, der auch Basketballtrainer war und ihm den Sport vorschlug. Er studierte und spielte an der Babeș-Bolyai-Universität Cluj Basketball. 
Mit einer Körpergröße von 2,31 Metern ist Gheorghe Mureșan der größte Spieler, der jemals in der NBA gespielt hat, noch vor Manute Bol. Wie bei Bol sind seine Eltern durchschnittlich groß, jedoch wurde die enorme Körpergröße bei Mureșan durch eine Wachstumsstörung, einer Fehlfunktion der Hypophyse verursacht.

## Laufbahn
Bei der U-19-Basketball-Weltmeisterschaft 1991 in Edmonton führte er die rumänische Nationalmannschaft auf den fünften Platz. Er schloss das Turnier als bester Rebounder (11,4 pro Spiel) und als zweitbester Punktesammler (23,4 pro Spiel) ab. Er zog durch diese Leistungen und seine außergewöhnliche Körpergröße die Aufmerksamkeit von europäischen Talentsichtern auf sich und spielte die Saison 1992–1993 bei Élan Béarnais Pau-Orthez in der Ligue Nationale de Basket in Frankreich. Im November 1992 erzielte er seine Karrierebestmarke von 42 Punkten in einem Spiel gegen Schweden. Sofort wurde er dort zu einem Publikumsliebling.
1993 meldete er sich zum NBA-Draft an und wurde als 30. Spieler von den Washington Bullets ausgewählt. Trotz Angeboten von europäischen Basketballgrößen wie FC Barcelona und AEK Athen entschied er sich schließlich für einen Wechsel in die NBA. Er wählte die Trikotnummer 77 in Anlehnung an seine Körpergröße (7 Fuß, 7 Zoll entsprechen 231 cm). In seinen ersten zwei Saisons zeigte er sein Potenzial, jedoch wurde er immer wieder durch Verletzungen zurückgeworfen. 
Für den Anfang der Saison 1995/96 kehrte er nach Frankreich zurück und spielte 8 Spiele für EB Pau-Orthez, bevor er zu den Washington Bullets bzw. Wizards zurückkehrte. Er verbesserte seine Statistiken auf durchschnittlich 14,5 Punkte, 9,6 Rebounds und 2,3 Blocks pro Spiel in 29,5 Minuten. Diese Steigerung brachte ihm den Gewinn des NBA Most Improved Player Award. Die Saison 1997/98 musste er aufgrund von Problemen mit den Sehnen an seinem rechten Knöchel komplett aussetzen. 1998 unterschrieb er einen Vertrag über zwei Jahre bei den New Jersey Nets. Er spielte in zwei Jahren in nur 52 Spielen. 
Nach der Saison 1999/2000 versuchte er es in den Sommertrainingslagern der Dallas Mavericks und Utah Jazz, erhielt aber keinen Vertrag und verließ die NBA. Er kehrte nach Frankreich zurück und spielte noch eine Saison mit EB Pau-Orthez, konnte die Saison aber auch dort nicht ohne Verletzungen beenden. Die nächsten 2 Jahre pausierte er, um sich körperlich zu erholen. 
Im November 2002 versuchte er ein Comeback für die rumänische Nationalmannschaft. Im ersten Spiel gegen Österreich gelangen ihm 24 Punkte und 13 Rebounds. Es folgten 5 weitere, weniger erfolgreiche Spiele, bei denen er körperlich nicht mehr mithalten konnte. Schließlich zog er sich komplett aus dem professionellen Basketball zurück.
Im März 2007 spielte er schließlich noch ein Spiel für die Maryland Nighthawks in der American Basketball Association, als Teil der größten Starting Five in der Geschichte des Basketballsports.

## Sonstiges
1998 spielte er in der Filmkomödie My Giant – Zwei auf großem Fuß neben Billy Crystal. Zudem spielte er 1999 einen Bauchredner im Musikvideo zu My Name Is von Eminem.
Mureșan leitet seine eigene Basketballschule „Giant Basketball Academy“ in Loudon County im US-Bundesstaat Virginia.